# Огородня Кузьминичская
Огоро́дня Кузьми́ничская (бел. Агародня Кузьмініцкая) — деревня в Кормянском сельсовете Добрушского района Гомельской области Республики Беларусь. Находится в 20 км на юго-восток от районного центра Добруш и железнодорожной станции в этом городе.

## Транспортная система
Транспортная связь по автодороге Кузьминичи — Добруш. В деревне 119 жилых домов (2004 год). Планировка — слегка выгнутая и прямолинейная параллельные улицы. Застройка двухсторонняя, деревянными домами.

### Улицы
- Ленинская
- Первомайская
- Пушкинская
- Советская

## История
По письменным источникам деревня известна с XVIII века находилась в составе Речицкого повета Минского воеводства ВКЛ. После 1-го раздела Речи Посполитой (1772 год) в составе Российской империи. В 1834 году в Белицком, с 1854 – Гомельском уезде Могилёвской губернии. В 1837 году построена деревянная Свято-Николаевская церковь. В 1858 году находилась во владении графа С. И. Паскевича. С 1881 года действовала мастерская по обработке шкур. Во 2-й половине XIX века открыто народное училище, в котором в 1889 году учились 74 мальчика и 5 девочек, в 1902 году — 102 мальчика и 22 девочки. В 1886 году церковь, 2 молитвенных староверческих дома, 6 ветряных мельниц, 12 лавок. В 1897 году — хлебозапасный магазин, пенькотрепальня, 6 ветряных мельниц, корчма, 3 круподёрки, кузница. В Кормянской волости Гомельского повета. 7 июня 1904 года во время пожара сгорело 75 дворов со всеми постройками и 16 гумен.
С 8 декабря 1926 года центр Огородня-Кузьминичского сельсовета Добрушского, с 4 августа 1927 года Тереховского, с 12 февраля 1935 года Добрушского районов Гомельского округа, с 20 февраля 1938 года Гомельской области.
В 1929 году организован колхоз.

## Население

### Численность
- 2004 год — 119 дворов, 239 жителей

### Динамика
- 1798 год — 452 жителя
- 1816 год — 126 дворов, 489 жителей
- 1834 год — 918 жителей
- 1858 год — 171 двор
- 1886 год — 222 двора, 1221 житель
- 1897 год — 324 двора, 1860 жителей
- 1908 год — 368 дворов
- 1926 год — 522 двора, 2383 жителя
- 1959 год — 1167 жителей (согласно переписи)
- 2004 год — 119 дворов, 239 жителей

## Известные уроженцы
- Т. Я. Киселёв — Герой Социалистического Труда, советский государственный и партийный деятель, 1-й секретарь ЦК Компартии Белоруссии, кандидат в члены Политбюро ЦК КПСС